# Trèo cây ngực đỏ
Trèo cây ngực đỏ, tên khoa học Sitta canadensis, là một loài chim trong họ Sittidae.